# 旧金山市政厅
旧金山市政厅（San Francisco City Hall）是美国旧金山市政中心的政府办公大楼，学院派建筑风格（Beaux-Arts），兴建于1913年到1915年的城市美化运动中，其巨大的穹顶名列世界第5位。目前的市政厅建筑是为了取代彻底毁于1906年旧金山大地震的旧市政厅而建造。
主要建筑师是小亚瑟·布朗，其设计蓝图保存在加州大学伯克利分校的班克罗夫特图书馆。布朗还设计了战争纪念歌剧院、退伍军人大厦、以马内利会堂, 科伊特塔和联合国广场50号的联合国广场50号联邦办公大楼。

## 建筑
旧金山市政厅占据了两个完整的街块。从范尼斯大道（Van Ness Avenue）到波尔克街（Polk Street）是390英尺，从格鲁夫街（Grove Street）到卡利斯特街（McAllister  Street）是273英尺。它的圆顶模仿巴黎荣军院的巴洛克穹顶，是世界第5大穹顶，高达93.73米，比美国国会大厦高14英寸，直径366英尺。 
旧金山市政厅一共使用了来自匹兹堡附近安布里奇（Ambridge）的美国桥梁公司的7,900吨钢铁，还有来自马德拉县的花岗岩，印第安纳州的砂岩，阿拉巴马州，科罗拉多州，佛蒙特州和意大利的大理石。
圆形大厅是一个壮观的空间，公众和身障人士可以到达上层。正对大楼梯的二楼，是市长办公室。前市长乔治·莫斯科尼和他的继任者黛安娜·范斯坦的青铜半身像，提醒人们，莫斯科尼遇刺事件就发生在几步之外。哈维·米尔克半身像, 于2008年5月22日揭幕。 
虽然在入口处牌匾是纪念总统乔治·华盛顿的告别演说和总统亚伯拉罕·林肯的葛底斯堡演说，但是雕像的主题是过去的历任市长，及在任日期。

## 历史
目前的市政厅建筑取代了于1899年完成的旧市政厅。
1906年地震后，由著名的城市规划师和建筑师丹尼尔·伯纳姆规划重建，他设计了新古典主义建筑群，作为城市美化运动的一部分，并且为了1915年巴拿马-太平洋国际博览会。小阿瑟布朗的设计被选中后，1913年开工，1915年完成。
在中央大厅举办过许多著名的国葬。美西战争英雄弗雷德里克芬斯顿在1917年安葬。1923年，美国前总统沃伦·盖玛利尔·哈定在旧金山逝世后，尸体安葬在圆形大厅。 
1954年，乔·狄马乔和玛丽莲梦露在市政厅结婚。1978年，市长乔治·莫斯科尼和哈维·米尔克在此被丹·怀特杀害。